# Renaissance DeLane Lea Studios 1973
Renaissance DeLane Lea Studio 1973 is een livealbum van Renaissance. Het album is een soort nakomertje, want de band is ten tijde van uitgifte al jaren opgeheven, al zijn er af en toe reünierournées. Het album bevat opnamen van een optreden dat de band verzorgde in de DeLane Lea geluidsstudio eind 1973. De band zag zich geconfronteerd met de reisbeperkingen door de oliecrisis van 1973, maar ook door hun eigen standpunt, dat een concertzaal (voor popmuziek) wel een vleugel moest hebben, wilde de band komen optreden. De mogelijkheden voor optredens waren daardoor dusdanig beperkt dat Renaissance alleen tot een optreden kwam in een geluidsstudio. Het publiek bestond uit een beperkt aantal toehoorders, meest familie en kennissen.
De hoesontwerper Hipgnosis leverde een foto van de band voor de achterkant van de hoes.

## Musici
- Annie Haslam – zang
- Michael Dunford – gitaar
- Jon Camp – basgitaar
- John Tout - toetsinstrumenten
- Terence Sullivan – slagwerk

Met
- Andy Powell, normaal spelend in Wishbone Ash – gitaar op Ashes are burning
- Al Stewart, voordat hij wereldberoemd werd met Year of the cat – achtergrondzang op Ashes are burning

## Muziek
| Nr. | Titel               | Duur  |
| --- | ------------------- | ----- |
| 1.  | Can you understand? | 10:10 |
| 2.  | Let it grow         | 5:40  |
| 3.  | Sounds of the sea   | 6;12  |
| 4.  | Carpet of the sun   | 3:39  |
| 5.  | At the harbour      | 6:57  |
| 6.  | Ashes are burning   | 11:52 |
| 7.  | Prologue            | 6:46  |

Studio: Renaissance (1969) · Illusion (1971) · Prologue (1972) · Ashes Are Burning (1973) · Turn of the Cards (1974) · Scheherazade and other stories (1975) · Novella (1977) · A Song for All Seasons (1978) · In the Beginning (1978) · Azure d'Or (1979) · Camera Camera (1981) · Time-Line (1983) · Tuscany (2000) · The Mystic and The Muse (ep) (2010) · Grandine il Vento (2012)
Annie Haslams Renaissance: Blessing in Disguise  (1994)
Michael Dunford's Renaissance: The Other Woman  (1994) · Ocean Gypsy (1997)
Live: Live at Carnegie Hall (1976) · Renaissance Live at the Royal Albert Hall (1977) · BBC Sessions (1999) · Day of the Dreamer (2000) · Renaissance Unplugged (2000) · In the Land of the Rising Sun (2002) · Dreams and Omens (2008) · Renaissance DeLane Lea Studios 1973 (2015) · A symphonic journey (2018)
Compilatie: Tales of 1001 Nights (Parts 1 and 2) (1990) · Da Capo (1995) · Songs from Renaissance Days (1997) · Live & Direct (2002)